# Jüri Arrak
Jüri Arrak   (Tallinn, 24 d'octubre de 1936 - Tallinn, 16 d'octubre de 2022) va ser un pintor estonià, les obres del qual amb un estil distingit i recognoscible han guanyat elogis arreu del món.
Jüri Arrak va néixer a Tallinn el 24 d'octubre de 1936 i es va graduar a l’Institut d'Art Estatal d'Estònia. Va ser membre de l'Associació d'Artistes d'Estònia i membre de l’Acadèmia Europea de Ciències i Arts.
Les obres d'Arrak estan representades al Museu d'Art d'Estònia, Tallinn, Estònia; Museu d'Art Modern, Nova York; Museu d'Art de Nova Orleans, EUA; Galeria Tretyakov, Moscou, Rússia, i el Museu d'Art Ludwig, Colònia, Alemanya.
Arrak va morir el 16 d'octubre de 2022, als 85 anys.

## Premis
Arrak va rebre la II Classe de l'Orde de l'Estrella Blanca pel president d'Estònia l'any 2000.